# Клинавац
Клинавац је насеље у општини Клина, Косово и Метохија, Република Србија.

## Становништво
У насељу се налази око тридесетак српских повратничких кућа.